# NGC 5793
NGC 5793 ist eine Spiralgalaxie vom Hubble-Typ Sb im Sternbild Waage auf der Ekliptik. Sie ist schätzungsweise 154 Millionen Lichtjahre von der Milchstraße entfernt und wird als sogenannte Seyfertgalaxie klassifiziert.
Das Objekt wurde im Jahr 1886 von dem Astronomen Francis Preserved Leavenworth mit einem 66-cm-Teleskop entdeckt.